# Потом'є
42°57′ пн. ш. 17°20′ сх. д. / 42.95° пн. ш. 17.33° сх. д.
Потом'є (хорв. Potomje) — населений пункт у Хорватії, у Дубровницько-Неретванській жупанії у складі громади Оребич.

## Населення
Населення за даними перепису 2011 року становило 252 осіб.
Динаміка чисельності населення поселення: